# Улыбка (фильм, 2022)
«Улыбка» (англ. Smile) — американский психологический фильм ужасов о сверхъестественном 2022 года режиссёра и сценариста Паркера Финна. Он основан на короткометражном фильме Финна «Лора не спала» и одновременно является его продолжением. Главную роль исполнила Сози Бейкон, второстепенные — Джесси Т. Ашер, Кайл Галлнер, Кэл Пенн, Роб Морган и Кейтлин Стэйси (повторившая свою роль из фильма «Лора не спала»). Сюжет повествует о терапевте, которая становится свидетелем странного самоубийства пациента, а затем сталкивается с тревожными и пугающими переживаниями, принимающими сверхъестественный оборот.
В июне 2020 года была анонсирована полнометражная адаптация короткометражного фильма Финна, актёрский состав был объявлен в октябре 2021 года. Основные съёмки начались в том же месяце в Нью-Джерси и закончились в ноябре. Изначально фильм должен был выйти на потоковом сервисе Paramount+, но после положительных тестовых показов Paramount Pictures решила выпустить фильм в кинотеатрах.
Премьера фильма состоялась 22 сентября 2022 года на кинофестивале Fantastic Fest и 30 сентября в США. Фильм получил в целом положительные отзывы от критиков и заработал более 217 миллионов долларов по всему миру при бюджете в 17 миллионов долларов. 18 октября 2024 года состоялся выход сиквела «Улыбка 2».

## Сюжет
В психиатрическом отделении больницы доктор Роуз Коттер встречается со студенткой Лорой Уивер, несколькими днями ранее ставшей свидетельницей самоубийства своего профессора. Лора утверждает, что её преследует сущность в образе улыбающихся людей. Затем Лора начинает истерически кричать, и у неё случается припадок. Роуз зовёт на помощь, после чего видит стоящую и улыбающуюся Лору, которая убивает себя осколком разбитого цветочного горшка. Полицейский Джоэл, бывший парень Роуз, начинает расследование инцидента.
На следующий день Роуз замечает своего пациента Карла улыбающимся и кричащим, что она умрёт. Роуз зовёт медсестёр, чтобы удержать Карла, но вдруг обнаруживает, что он всё это время спал. Начальник Роуз, доктор Морган Десаи, обеспокоен её психическим состоянием и отправляет девушку в отпуск. Галлюцинации Роуз усиливаются, и она навещает доктора Мэдлин Норткотт, своего бывшего терапевта. Мэдлин предполагает, что проблемы Роуз связаны с её психически больной матерью, смерть которой девушка видела в детстве.
Далее с Роуз продолжают происходить сверхъестественные события, которые приводят к ухудшению её отношений с женихом Тревором и сестрой Холли. На вечеринке Роуз пугает детей, даря племяннику на день рождения вместо игрушки свою мёртвую кошку, пропавшую накануне вечером. Затем Роуз видит улыбающуюся девушку и падает на стеклянный стол, заканчивая вечеринку хаосом. Роуз подозревает, что ей передалось проклятие от сущности, однако Тревор считает, что она сошла с ума.
Узнав, что профессор Лоры улыбался ей перед своей смертью, Роуз навещает его вдову Викторию, которая утверждает, что её муж стал свидетелем самоубийства женщины. Роуз приходит к Джоэлу, и, просматривая полицейские записи, они обнаруживают целую цепочку самоубийств, при этом во всех случаях присутствовал свидетель, которому передавалось проклятие.
Роуз пытается наладить отношения с Тревором, однако приходит в ярость, узнав, что он без предупреждения пригласил в дом доктора Норткотт. Далее Роуз приезжает к Холли и пытается объяснить ситуацию, но эмоционально срывается, и сестра прогоняет её. Затем девушку пугает сущность в форме Холли. Джоэл обнаруживает, что все жертвы умерли в течение недели, за исключением осуждённого убийцы Роберта Тэлли. В тюрьме Роуз и Джоэл узнают от Тэлли, что единственный способ остановить проклятие — это убить кого-то на глазах у свидетеля и вызвать у того психологическую травму, которой «питается» сущность. Однако Роуз отвергает этот вариант и уходит.
Позже сущность в облике доктора Норткотт нападает на Роуз в её доме во время импровизированного сеанса терапии, говоря ей, что «уже почти пора». Роуз едет в больницу с ножом, где ей приходит галлюцинация, в которой она убивает Карла на глазах Моргана, чтобы передать ему проклятие. Роуз приходит в себя и уезжает, но не раньше, чем подошедший Десаи замечает нож в её машине и сообщает в полицию.
Планируя лишить сущность свидетелей, Роуз добирается до заброшенного семейного дома, пока Джоэл пытается её разыскать. В доме Роуз противостоит сущности, принявшей облик её мёртвой матери. В воспоминаниях выясняется, что Роуз не оказала помощь матери, тем самым спровоцировав её смерть от передозировки. Роуз поджигает сущность газовым фонарём, убивая её и прекращая проклятие, в то время как дом сгорает. Она приезжает к Джоэлу, однако вскоре понимает, что сущность принимает его форму. Убегая, Роуз осознаёт, что по-прежнему находится в старом доме — всё, что происходило с того момента, как она вошла туда, было галлюцинацией.
В панике Роуз запирается в доме. Сущность в облике её матери срывает с себя лицо, показывая свою истинную форму чудовища без кожи с вложенными челюстями. Оно вгоняет Роуз в транс и овладевает ею, проникая внутрь её тела через рот. Джоэл выбивает дверь и видит улыбающуюся Роуз, которая обливает себя горючим из фонаря. Джоэл в ужасе наблюдает, как она поджигает себя, передавая проклятие ему.

## В ролях
| Актёр             | Роль                   |
| ----------------- | ---------------------- |
| Сози Бейкон       | доктор Роуз Коттер     |
| Меган Браун Прэтт | Роуз в 10 лет          |
| Джесси Т. Ашер    | Тревор                 |
| Кайл Галлнер      | Джоэл                  |
| Робин Вайгерт     | доктор Мэдлин Норткотт |
| Кейтлин Стэйси    | Лора Уивер             |
| Кэл Пенн          | доктор Морган Десаи    |
| Джиллиан Зинцер   | Холли                  |
| Джуди Рейес       | Виктория Муньос        |
| Роб Морган        | Роберт Тэлли           |
| Марти Матулис     | сущность               |

## Производство
В июне 2020 года компания Paramount Pictures пригласила Паркера Финна написать сценарий и снять полнометражную адаптацию своего короткометражного фильма «Лора не спала», в котором девушка обращается за помощью к психотерапевту, пытаясь избавиться от повторяющегося ночного кошмара. Ранее, в марте того же года, короткометражка получила специальный приз жюри на мероприятии South by Southwest. За производство фильма взялись компании Paramount Players и Temple Hill Entertainment.
В сентябре 2021 года в проект вошла Сози Бейкон, на тот момент фильм был анонсирован под названием «Что-то не так с Роуз». В следующем месяце к актёрскому составу присоединились Джесси Т. Ашер, Кайл Галлнер, Роб Морган, Кэл Пенн и Кейтлин Стэйси.
Съёмки начались 11 октября 2021 года в городе Хобокен штата Нью-Джерси. Некоторые сцены снимались на заводе Murphy Varnish, Медицинской школе Нью-Джерси в Ньюарке и парке Льюиса Морриса в Морристауне. Съёмочный процесс был завершён 24 ноября 2021 года.
Монтаж и пост-продакшн фильма начались 3 декабря 2021 года, продолжавшиеся до конца мая 2022 года. Тогда же фильм получил нынешнее название «Улыбка». Визуальными эффектами занималась компания the-Artery под руководством Юваля Леви и Вико Шарабани. Для работы над практическими эффектами Финн нанял мастеров Алека Гиллиса и Тома Вудраффа-младшего из Amalgamated Dynamics. По словам Финна, он пригласил дуэт в проект, вдохновившись их работой над Королевой-Маткой в фильме «Чужие».

## Темы
Фильм рассматривает несколько общих тем и приёмов для жанра ужасов, таких как травма, горе и чувство вины. По мере развития сюжета главная героиня становится ненадёжным рассказчиком, у которой исчезают границы между иллюзиями и реальностью, хотя теоретически в этой области она должна хорошо разбираться как клинический психолог. Концепция и последствия травмы исследуются на различных уровнях. На клиническом уровне Роуз можно рассматривать как переживающую заместительную травму в результате лечения своих пациентов. На более метафорическом уровне циклическая природа травмы проявляется через процесс монстра-антагониста, заставляющего одну жертву передавать проклятие другим. Более глубокая степень проявляется в многочисленных событиях, пережитых Роуз, когда она сталкивается со своей более полно раскрытой прошлой травмой, чтобы вынужденно переживать её заново.
Критики отмечают, что концепция того, как человек психологически потрясён до такой степени, что травма проявляется как личность, заметно распространена в жанре хоррор. Таким образом, «Улыбка» тематически схожа с другими фильмами ужасов, такими как «Бабадук» и «Оно» 2014 года.
Как пояснила Кэти Райф из Vulture, «„Улыбка“ — это одновременно расширение и отрицание сюжета о травме, объединяя его черты и тропы, в то же время лишая зрителей знакомого катарсиса победы над монстром». На самом деле, Паркер Финн включил в фильм несколько концовок как попытку опровергнуть прогнозы опытных зрителей о типичном сюжете про травму.

## Релиз

### Маркетинг
Фильм привлёк внимание СМИ за свою широкую маркетинговую кампанию. Первый краткий тизер был выпущен 26 мая 2022 года на предпоказах фильма «Топ Ган: Мэверик», второй — в начале июня на сеансах «Преступлений будущего». 22 июня 2022 года вышел полноценный трейлер и первый постер. Брэд Миска из Bloody Disgusting охарактеризовал трейлер как «довольно общий», но отметил, что он выделяется на фоне сходства с J-хоррором «Звонок» и его ремейком. Шанайя Рассел из /Film аналогично сравнила трейлер с американским «Звонком», а также с фильмами «Оно» и «Правда или действие», написав: «Всё это очень знакомо, и, вероятно, не так уж сложно представить дальнейшее развитие фильма, но пугалки будут создавать или разрушать впечатления, и, основываясь на трейлере, „Улыбка“ выглядит более чем многообещающим».
В конце сентября 2022 года в дни матчей Главной лиги бейсбола студия Paramount организовала вирусный маркетинговый ход, наняв зрителей-актёров, маниакально улыбающихся в камеру. Некоторые из них были одеты в одежду с названием и логотипом фильма.
Для продвижения фильма также использовалась нейронная сеть Craiyon, генерировавшая с помощью искусственного интеллекта изображения лиц с кошмарными улыбками.

### Выпуск
Мировая премьера фильма состоялась 22 сентября 2022 года на фестивале Fantastic Fest, а 30 сентября 2022 года он был выпущен в прокат в Северной Америке. Президент и исполнительный директор Paramount Pictures Брайан Роббинс сказал, что фильм изначально должен был выйти только на стриминге Paramount+, но в итоге студия решила выпустить его в кинотеатрах после высоких оценок на тестовых показах.

## Приём

### Кассовые сборы
Фильму предсказывали сборы в 16-20 млн долларов в первые выходные. В итоге он собрал кассу в 22,6 млн долларов, превысив прогнозы, и при этом стал самым крупным дебютом сентября 2022 года. Во вторые выходные фильм собрал 18,5 млн долларов, упав по сборам всего на 18 %. «Улыбка» показал второй лучший результат для хорроров после фильма «Прочь», сборы которого во второй уик-энд снизились на 15 %. 9 ноября 2022 года он стал лишь третьим фильмом с рейтингом R, собравшем в Северной Америке 100 млн долларов в эпоху пандемии. Фильм также стал самым кассовым хоррором с рейтингом R в мире во время пандемии. По итогам проката фильм собрал 217,4 млн долларов, из которых 105,9 млн долларов — в Северной Америке, 111,5 млн долларов — на других территориях. Чистая прибыль фильма, по подсчётам издания Deadline Hollywood, составила 101 млн долларов с учётом производственных бюджетов, маркетинга, участия звёзд и других расходов.

### Оценки
Фильм получил смешанные и положительные отзывы кинопрессы, набрав 80 % на сайте Rotten Tomatoes со средней оценкой 6,6/10. Консенсус критиков гласит: «Довольно жуткие визуальные эффекты и выдающаяся игра Сози Бейкон ещё больше усиливают тревожное исследование травмы в „Улыбке“, что делает его редким фильмом, который неплохо расширяет короткометражку». На сайте Metacritic фильм получил 68 баллов из 100 на основе 32 рецензий, что указывает на «в целом благоприятные отзывы». Аудитория, опрошенная CinemaScore, поставила фильму среднюю оценку B− по шкале от A+ до F, а зрители PostTrak дали ему 69 % положительных отзывов и 53 % «определённой рекомендации».
Мариса Мирабал из IndieWire дала фильму оценку B−, отметив сходство его сюжета с такими хоррорами, как «Оно», «Звонок», «Окулус» и «Пункт назначения». Она написала: «Фильм исследует незажившие травмы через сверхъестественную линзу и озорное сопоставление, несмотря на то, что кажется тенью других историй», и добавила, что фильм «предоставляет увлекательный и клаустрофобный психический ад, который заставит вас как гримасничать, так и ухмыляться». Таша Робинсон из Polygon положительно оценила киноленту: «„Улыбка“ — это часто причудливый, даже банальный фильм ужасов, наполненный таким количеством бу-моментов, что их нагромождение граничит со смехом... Но независимо от того, насколько чрезмерно нагромождены законные страхи, они поразительны и убедительны. Монтаж и музыка впечатляюще настроены на максимальное воздействие всякий раз, когда медленно нарастающее напряжение разрешается резким, уродливым сюрпризом. Всё это делает „Улыбку“ эффективной поездкой, хотя и необычайно жестокой».
Кэти Райф из RogerEbert.com оценила фильм на 2,5 из 4 звёзд и оставила следующий отзыв: «Раздувая концепцию из 11-минутной короткометражки в почти двухчасовой фильм, „Улыбка“ слишком сильно опирается не только на шаблонный таинственный сюжет, но и на темы ужасов и образы, взятые из таких популярных хитов, как „Звонок“ и „Оно“». Кевин Махер из The Times написал: «В фильме есть несколько хороших бу-моментов и харизматичная Бейкон, но он до боли производный и скучный», и поставил «Улыбке» 2 из 5 звёзд. Джеффри М. Андерсон из Common Sense Media также дал фильму 2 из 5 звёзд: «Образ жуткой, зловещей улыбки настолько первичен и леденящ, что мог бы вдохновить на что-то действительно пронзительное, но, к сожалению, этот фильм ужасов довольствуется шумными бу-моментами».

## Продолжение
В апреле 2023 на CinemaCon компания Paramount объявила, что сиквел «Улыбки» получил зелёный свет и находится на стадии предпроизводства, а Финн вернётся в качестве сценариста и режиссёра. В декабре 2023 года Наоми Скотт получила главную роль. В следующем месяце стало известно, что в проект вошли Лукас Гейдж и Розмари Деуитт, а Кайл Галлнер повторит свою роль из первого фильма.